# Aprimi il cuore
Pour plus de détails, voir Fiche technique et Distribution.
Aprimi il cuore est un film italien réalisé par Giada Colagrande, sorti en 2002.

## Synopsis
Maria se prostitue depuis la mort de sa mère lorsqu'elle avait 15 ans. Sa sœur cadette, Catarina, a maintenant 17 ans et se consacre à l'art et la musique.

## Fiche technique
- Titre : Aprimi il cuore
- Titre français : Ouvre mon cœur
- Titre international : Open My Heart
- Réalisation : Giada Colagrande
- Scénario : Giada Colagrande
- Producteur : Giada Colagrande,
- Production : Garibaldi Produzioni
- Montage : Fabio Nunziata
- Durée: 93 minutes (1 h 33)
- Pays :  Italie
- Langue : italien
- Dates de sortie :
  -  Italie
    - 7 septembre 2002 à la Mostra de Venise
    - 30 avril 2003
    - décembre 2003 au Festival international du film de Rome

  -  États-Unis
    - 7 mai 2003 au Festival du film de Tribeca
    - juin 2003 au Film Society of Lincoln Center
    - octobre 2003 au Denver Film Festival (en)
    - 17 décembre 2004

  -  France juillet 2003 au Festival Paris Cinéma
  -  Allemagne septembre 2003 au Festival international du film d'Oldenbourg
  -  Égypte octobre 2003 au Festival international du film du Caire
  -  Cuba décembre 2003 au Festival international du nouveau cinéma latino-américain de La Havane
  -  Australie juillet 2004 au Festival international du film de Melbourne
  -  Thaïlande février 2005 au Festival international du film de Bangkok

## Distribution
- Giada Colagrande : Caterina
- Natalie Cristiani : Maria
- Claudio Botosso : Giovanni
- Filippo Timi : Customer
- Tonino De Bernardi : Customer
- Andrea Fogli : Customer
- Luisa Merloni : Customer's Widow
- Bice Gasparrini : la professeure de danse
- Giampiero Casaceli
- Francesco Di Pace
- Ciro Giorgini
- Stefania Marchisio
- Paulo Cesar Saraceni